# Jean-Claude Mirandette
Jean-Claude Mirandette était un chanteur et instrumentiste québécois de la Matawinie, principalement connu pour son travail au sein des Charbonniers de l'enfer. Il était également compositeur et parolier.

## Biographie
Né à Saint-Zénon le 25 août 1956, Jean-Claude Mirandette est très tôt influencé par son père et ses oncles et commence à jouer dans diverses formations musicales dès ses 18 ans. Il est issu d'une famille de onze enfants. Il a notamment fait partie de groupes tels que Turelure ou encore Les Frères Labrie, mais c'est surtout auprès des Charbonniers de l'enfer, à partir des années 1990, qu'il obtient une renommée nationale. Avec lui, le groupe réalise huit albums et fait entre autres une tournée avec Gilles Vigneault.
Il a composé plus d'une cinquantaine de pièce, dont le Reel de Louis Cyr, le Reel africain et La Grondeuse C7.
À travers ses différents projets, Mirandette met en valeur le répertoire traditionnel québécois, mais aussi les gens et les lieux de sa région à travers ses propres compositions. Pendant une vingtaine d'années, il a fait plus de 400 représentations par an dans des écoles primaires et secondaires du Québec pour présenter la musique traditionnelle du Québec. En 2016, il fait l'objet d'une des capsules de la série documentaire Matawinie : La rencontre des eaux du réalisateur André Gladu.
Il meurt le 12 avril 2019 d'une récidive du cancer de la gorge.

## Discographie

### AvecLes Charbonniers de l'enfer
- 1996 : Chansons a cappella
- 2002 : Wô
- 2005 : En personne
- 2007 : À la Grâce de Dieu
- 2008 : Une sacrée rencontre (Avec Gilles Vigneault)
- 2009 : La traverse miraculeuse (Avec La Nef)
- 2010 : Nouvelles fréquentations
- 2017 : 25 ans de Grande noirceur

### Avec Les Frères Labrie
- 1993 : Quand l'vent vire de côté

### En solo
- 2021 : L'Homme de la montagne (album posthume)
- 1986 : La Matawin

## Compositions
1. Motel Henry
2. Rapide du joual blanc
3. Reel de l'Orient
4. Reel Louis Cyr
5. Valse du mois de novembre

## Hommages
- 2021 : La municipalité de Saint-Zénon inaugure un parc en bordure du lac Saint-Sébastien et site de prestations musicales en sa mémoire[5].
- 2019 : Le groupe Les Pykadors présente un premier concert basé sur les compositions de Mirandette[6].
- 2019 : Le festival Chants de Vielles organise un hommage sous la forme de concert et de veillée de chansons[6].